# Josh Cooper
Joshua Edward Synge (Josh) Cooper, né le 3 avril 1901 à Fulham, Londres et mort le 24 juin 1981, dans le Buckinghamshire est un cryptanalyste anglais.

## Biographie
Ancien du King’s College de Londres, diplômé de russe, Cooper est professeur dans une école préparatoire de Margate, quand il entend dire qu'on a besoin de russophones, « dans un endroit de Queen’s Gate ».
En octobre 1925, Cooper rejoint le GC&CS où il se spécialise dans les codes et chiffres soviétiques.
En compagnie d'un officier de l'armée de terre, le capitaine Smith, Cooper est affecté, auprès de Ernst Fetterlein, au travail des chiffres diplomatiques russes. Le premier message qu'il lit est adressé par Moscou à l'ambassade soviétique de Washington, à propos de dettes répudiées par des États américains.
Fin 1929, Cooper est à la Naval Section, qui traite les codes navals russes. Il est envoyé quinze mois à Safarand (Liban), pour une enquête de quinze mois sur les transmissions de la Mer Noire.
En 1939, Cooper est promu directeur de la nouvelle Section Air du GC&CS. À Bletchley Park, il reste chef de la Section Air pendant toute la guerre.
Physiquement imposant, Cooper reçoit un sobriquet, l'Ours. Ses manières alimentent les potins de BP, d'autant qu'il lui arrive de parler tout seul. Par habitude, il passe la main droite derrière la tête pour se tapoter l'épaule gauche ou se gratter l'oreille. Type même de l'universitaire distrait, un peu sourd, très peu soigné de sa personne, en travers du visage des cheveux noirs qu'il ramène en arrière avec irritation, faisant alors sauter d'épaisses lunettes, il est nonobstant réputé brillant. Ses subordonnés apprennent à l'aimer dès qu'ils le connaissent mieux. Gentil, il est conscient de ses maladresses, très gêné dès qu'il comprend qu'il a encore gaffé.
Un beau jour, Cooper participe à l'interrogatoire d'un pilote de la Luftwaffe qui fait le salut fasciste en entrant. Cooper se dresse, tel un automate de sa boîte, et répond au salut : « Heil Hitler ! » Puis il se rassied, atterré, mais il avait renversé sa chaise en se levant. Il disparaît sous la table.

## Distinctions
- Order of the Bath (1943).
- Order of St Michael and St George (1958).